# マフィア－カモッラ戦争
マフィア-カモッラ戦争（Mafia–Camorra War）は、1916年～1917年にニューヨークで起こったシチリアマフィアとナポリ系カモッラギャングの抗争のことを言う。

## 概要
ニューヨークのシチリアマフィアは、1900年代よりモレロ一家がイースト・ハーレムを地盤に違法ビジネスを展開し、ロウアー・マンハッタンに進出した。カモッラは1900年代半ば頃よりブルックリン西部に地盤を築き、1910年代にイースト・ハーレムやロウアー・マンハッタンへ進出した。当初、共通のライバルの暗殺などを通じて協調していたが、シチリア人への縄張りの不満や不信感から、カモッラ側が仕掛ける形で全面戦争に発展した。モレロ一家のリーダーは、テラノヴァ三兄弟（ニコラス、ヴィンセント、チロ）、スティーヴ・ラサールなどがいた。カモッラは、コニーアイランドギャングを率いたペリグリーノ・モラノがボスで、配下にパレッティ兄弟、アンドレア・リッチ、下部組織ネイビーストリートギャング（以下、NSGと表記）のリーダーに、レオポルド・ロウリターノやアレッサンドロ・ヴォレロがいた。

## 経緯

### モレロ一家とカモッラの提携
カモッラボスのペリグリーノ・モラノはNSGと共にブルックリンで勢力を拡大し、イースト・ハーレムに進出した。ハレーム地盤のモレロ一家と提携して、ポリシーゲーム（ナンバーズの一種）の賭場を開いた。モレロ一家は毎年1回開かれるNSGの大宴会「スモーカー」に参加するなどカモッラと親交を深めた。モレロ一家はハーレムの独立系ナポリギャングの大物ジョシュ・ガルッチを、1915年5月、カモッラの助けを借りて殺害し、その賭博・売春など縄張りを乗っ取った。実行犯はNSGのジョー・ナザーロ、トニー・ロマノ、アンドレア・リッチなどとされた。ガルッチを始末したモレロ一家は、全マンハッタンのギャンブル支配という壮大な構想をもって、ハーレムからギャンブルボスのジョー・ディマルコを追い出しにかかっていた。ディマルコは、もともとニコラス・テラノヴァの仲間だったが仲違いし、以来縄張り争いを繰り返していた。

### ジョー・ディマルコ殺害
ディマルコは、ロウアー・マンハッタンでギャンブルのアジトを増やし、攻勢を仕掛けた。1916年6月24日、ニコラス・テラノヴァとスティーヴ・ラサールがブルックリンのコニーアイランドを訪れ、ディマルコの排除をカモッラに提案した。カモッラも、ディマルコが彼らのマルベリーの賭場を荒らしていたので、殺害に賛同した。3週間後、テラノヴァ兄弟（ニコラス、チロ）、ラサール、ジュゼッペ・ヴェラザーノがブルックリンのネイビーストリートを訪れ、殺害プロットを打ち合わせた。モレロの暗殺チームはディマルコに顔を知られていたので、NSGのガンマンが実行することになった。モレロ一家は、ディマルコの元仲間ヴェラザーノをカモッラに紹介した。しかし実行犯に選ばれたNSGのジョン・フェットは、ディマルコが最近開いたジェームス通りの賭場に来た時、タイミングが合わずディマルコを取り逃がした。
1916年7月20日、2回目の暗殺を試み、ジョン・フェットにトム・パガノ、ジョー・”レフティ”・エスポジトを加えた3人がディマルコの賭場に再び現れた。ドアマンのニック・サッシ（カモッラ仲間）が彼らを店の裏口から入れ、キッチンを通って奥の部屋に入った。ディマルコは、チャールズ・ロンバルディら仲間数人とトランプをやっていた。3人はディマルコの顔を知らないのでヴェラザーノが合図で知らせ、サッシとロッコ・ヴァレンティが逃走を助ける段取りだった。沢山の見物人が周りに座ってゲームを眺めていた。ヴェラザーノはディマルコと反対側に座り、見物客に混じったガンマン3人に、ディマルコの位置を合図で示した。エスポジトとパガノは、ヴェラザーノの合図を読み誤り、ロンバルディに発砲して射殺した。ヴェラザーノは慌てて間違いを知らせ、何とかディマルコ殺害に成功すると、窓からオリバー通りに出て逃走した。その晩、テラノヴァ三兄弟とラサールがネイビーストリートを訪れ、NSGボスのレオポルド・ロウリターノに暗殺成功を知らせ、祝福した。また暗殺報酬として50ドルを渡した。

### カモッラの造反
カモッラは内輪の会議を開いた。ハーレムのポリシーは元々モラノが週25ドルの上納金をモレロ一家に払うことで、トンマーゾ・ロモンテ、スティーヴ・ラサール、チャールズ・ウブリアコらモレロメンバーから受け継いだが、その上納金のせいで利益が上向かなかった。モラノは部下に給料を与えていたが、メンバーは年々増えて、赤字だった。モラノは、上納金で1500ドルを損した、ポリシーを自由にやらせないのなら力づくで奪いたい、と不満を口にした。NSGのアレッサンドロ・ヴォレロは、モレロ一家の有する数々の利権は魅力的な収入になると述べた。ヴォレロは更に、ハーレムのカモッラ仲間ニコラ・デルゴーディオ殺しに触れ、シチリア人への不信感を露わにした。「モレロ一家はデルゴーディオに和平を持ちかけてハーレムに誘い出し、だまし討ちした」。シチリアギャングと戦うより仲間でいた方がいいという主張も出て、意見が割れた。NSGのリーダー格のヴィンセント・パラパッレは、「シチリア人は我々の友人だ。ディマルコ殺しに協力してモレロ一家を満足させたから、彼らに貸しがある。彼らは、何も間違ったことをやってない、むしろ（アンドレア・）リッチの命を救ったではないか」と述べ、パートナー関係は続けるべきとした。モレロ一家がいなくなれば上納の必要がなくなる上、賭博の縄張りの他、モレロ一家が有する石炭や氷、アーティチョークなど多彩なビジネスが手に入る。議論の末モラノは、懐疑的だったアンドレア・リッチを説得し、モレロ一家の武力排除を決断した。平和共存派もボスの決断に従い、一つにまとまった。

### 全面戦争
モレロ一家のメンバーを出来るだけ多く集めて一気に暗殺する計画を立て、1916年9月7日、会議と称してモレロ一家をブルックリンのネイビーストリートに誘い出した。首脳陣6人全員が来るのを期待したが、来たのはニコラス・テラノヴァと側近チャールズ・ウンブリアコの2人だけだった。NSGのラルフ・ダニエロが自分の酒場で飲み物を出し、やがてトム・パガノが来て、2人をアンドレア・リッチの家に連れて行った。マートルアベニューを歩いていた時、ジョンソン通りとハドソンアベニュー交差点付近で、突然2人のガンマンが現れ、一斉に発砲した。ニコラスはトム・パガノに、ウブリアコは、パガノの発砲と同時にリボルバーを抜いたトーマス・カリッロに銃撃され、更にウブリアコはレフティ・エスポジトに撃たれ、両者とも射殺された。その晩チロ・テラノヴァが遺体の身元確認で警察に呼ばれた。カモッラ会議の常連だったモレロ一家幹部スティーヴ・ラサールはこの時たまたま警察に拘留されていて難を免れた。その日、コニーアイランドギャングやNSG総勢20人がバルドーズ・レストランに集い、暗殺を祝った。「ナポリタンに健康を、シシリアンに死（destruction）を！」のかけ声で乾杯した。　
モレロギャングとカモッラは全面戦争に突入した。カモッラは、フィラデルフィアのモレロ派の仲間4人の殺害に成功した後、モレロのリーダー残党を執拗に狙った。ハーレム116丁目の家を借りて待ち伏せして狙撃を試みたり、アジトからおびき出そうとし、また毒殺を試みた。
モレロ派のヴェラザーノはケンモア通りに独自の賭博店を持ち、新しい賭場を開く計画を立てていたが、これを知ったNSGは排除を企てた。1916年10月6日、スタテン島でポリシーをやっていたNSGのチャールズ・ジオルダーノがヴェラザーノをブルーム通りのオクシデンタルホテルのレストラン、イタリアンガーデンに誘い込んだ。そこにNSGのアルフォンソ・ズグロイア、マイク・ノタロ,、ラルフ・ダニエロらが現れ、ズグロイアとノタロがドアの陰からヴェラザーノを銃撃して殺し、散り散りに逃げた。
1916年10月13日、アストリアのごみ集積場でジョー・ディマルコの弟サルヴァトーレの死体が見つかった。喉は掻き切られ、頭は打ち砕かれていた。ジョーを殺害した犯人を警察に密告しようとしていたと新聞は報じた。
1916年11月30日、カモッラ仲間のガエタノ・デルゴーディオが1番街の自分のレストランで二人組にコーヒーを出していた時、窓の外からショットガンで銃撃された。ガエタノは病院で死ぬ間際、襲撃犯を知っているとしたが名前を出すのは拒否した。これより先、11月8日に108丁目でガエタノの用心棒ジョージ・エスポジトが殺されていたが、両方ともモレロ一家の復讐と見られた。
1917年3月16日、ガルッチ、ディマルコの元を転々として最期はNSGと提携していたジョー・ナザーロがヨンカーズで射殺された。ナザーロがモレロ一家のメンバーと会話しているのを目撃したパレッティ兄弟がナザーロの裏切りを疑い、フランク・フェヴロラ、ズグロイアと共に、ナザーロをだましておびき出し、銃殺した。

### 縄張り奪取
カモッラはモレロのハーレムの賭博やその他のビジネスを乗っ取り、一時的に栄えた。賭博師の証言によれば、この間、ハーレムで遊んだ賭博の精算のため何度もブルックリンに行かなければならなかった。カモッラは、モレロ一家のアーティチョーク業も乗っ取ろうとしたが、業者の抵抗が強く、一部成功するも、期待したほど収入が増えなかった。氷や石炭ビジネスへの切り込みも業者の頑強な抵抗にあい、強請って得た金は期待を下回った。

### 密告者
1917年5月、NSGのラルフ・ダニエロが強盗殺人で捕まり、すぐ釈放されたが、恋人と駆け落ちして逃亡することに決め、ボスのアレッサンドロ・ヴォレロに資金の助けを求める手紙を送ったが、ヴォレロは返信するのを忘れた。1917年6月、カリフォルニアに逃亡したが、10月10日にネヴァダ州のレノで、1916年5月のルイス・ディマリア殺害容疑で捕まり、汽車でニューヨークに連行された。汽車の中で当局に協力することをほのめかした。1917年11月、ダニエロは警察に知る限りのすべてを話した。彼の証言は、23件もの未解決殺人事件（ガルッチ殺し、ディマルコ殺し、ニコラス・テラノヴァ殺し、ナザーロ殺しなど）の犯人を明らかにした。同時にブルックリンの多くの警官が賄賂漬けにされている実態も暴露した。

### 摘発と収監
1917年11月、モラノ、ロウリターノ、ヴォレロらカモッラ首脳陣と殺害実行メンバーが根こそぎ検挙された。チロ、ヴィンセント・テラノヴァらモレロ一家リーダーは、事件の重要証人として留め置かれたが、保釈金を払って保釈された。ダニエロに続いて、ズグロイア、レフティ・エスポジト、マイク・ノタロらが、減刑を当て込んで証言協力に応じ、組織の統制は崩れた。
ヴォレロはニコラス、ウブリアコ殺害で死刑を求刑されたが、控訴して終身刑となった。ボスのモラノ、ロウリターノは懲役20年を宣告された。ロウリターノは7年半で出所したが、法廷偽証罪で再逮捕され、もう5年をシンシン刑務所で過ごした。ズグロイアはニコラス・テラノヴァ殺害で懲役12年と宣告されたが、仲間フェヴロラとパレッティの殺人関与について証言協力したため服役に代わる形でイタリア強制送還となった。レフティ・エスポジトとノタロは、6～10年の懲役。フェヴロラは妻の証言を元に死刑を宣告されたが、妻が警官に脅かされ賄賂をもらって嘘をついたと告白し、死刑執行の7時間前に死刑手続きが止められ、減刑された。
アンドレア・リッチは、一斉摘発の直前、カモッラ仲間により殺された。警察に密告しようとしたとされる。ラルフ・ダニエロは別件で懲役5年の有罪となり、1925年に出所したが、出所後ほどなくして、転居先のニュー・ジャージーで暗殺された。
トニー・パレッティはイタリアに逃亡したが、捕まって、ニコラス・テラノヴァ殺害で死刑が確定し、1927年2月、電気椅子で処刑された。処刑前の最後の面会者リストにヴィト・ジェノヴェーゼの名があったという
。

### 結果と影響
ボスと主要メンバーを根こそぎ失ったブルックリンカモッラは壊滅した。ハーレムの縄張りは再びモレロ一家の支配に移った。カモッラの残党はその後、カモッラ単独の組織を形成することなく、シチリアマフィアに再接近し、パートナーや外部協力者という形で取り込まれていった。ヴァラキによると、人種偏見の強さから、1920年代後半まで非シチリア人がマフィア組織に入るのはブロックされたという。　

## エピソード
- ダニエロの証言の間、ニューヨーク市警は、誰も国外逃亡しないようニューヨーク港を見張っていた[5]。

- カモッラの内部証言者が相次ぐ中、ボスのモラノは最後まで証言拒否を貫いた[20]。

- ヴェラザーノ殺しを首謀したNSGのチャールズ・ジオルダーノを弁護するため証言台に立ったマンハッタンの有力者ジェームス・"ジミー・ケリー"・ディサルヴォは、元ファイブポインターで、アンソニー・カルファノの義父である[21]。

- カモッラがモレロ一家の暗殺を謀った時、トニーパレッティが、ヴォレロに言ったとされる言葉：「奴（ニコラス・テラノヴァ）は信じない。奴はシシリアンだ」[19]。

- 1920年代前半、ジョゼフ・ヴァラキは窃盗で収監され、ヴォレロと同じ刑務所に居合わせた。当時を回想し、シチリア人と仕事する時は用心しろとヴォレロにアドバイスされたという[22][23]。